# E602
E602 eller Europaväg 602 är en europaväg som går mellan La Rochelle och Saintes i Frankrike. Längd 70 km.

## Sträckning
La Rochelle - Saintes

## Standard
Vägen är delvis landsväg, delvis motorväg.

## Anslutningar till andra europavägar
- E3
- E601
- E5